# Umbra limi
Umbra limi is een straalvinnige vissensoort uit de familie van de hondsvissen (Umbridae). De wetenschappelijke naam van de soort is voor het eerst geldig gepubliceerd in 1840 door Kirtland.